# Placodiscus caudatus
Placodiscus caudatus är en kinesträdsväxtart som beskrevs av Jean Baptiste Louis Pierre och François Pellegrin. Placodiscus caudatus ingår i släktet Placodiscus och familjen kinesträdsväxter. Inga underarter finns listade i Catalogue of Life.